# Hesdin-l'Abbé
Hesdin-l'Abbé è un comune francese di 1 920 abitanti situato nel dipartimento del Passo di Calais nella regione dell'Alta Francia.

## Società

### Evoluzione demografica
Abitanti censiti